# Hesperocorixa moesta
Hesperocorixa moesta är en insektsart som först beskrevs av Franz Xaver Fieber 1848.  Hesperocorixa moesta ingår i släktet Hesperocorixa, och familjen buksimmare. Arten är reproducerande i Sverige.